# Belle Ville
Belle Ville es una localidad de Santa Lucía que forma parte del distrito de Gros Islet.

## Toponimia
La localidad también es conocida por el nombre de Marisule/Top of The World/Belle Ville.